# Wysoka (Kamienie Brodzińskiego)

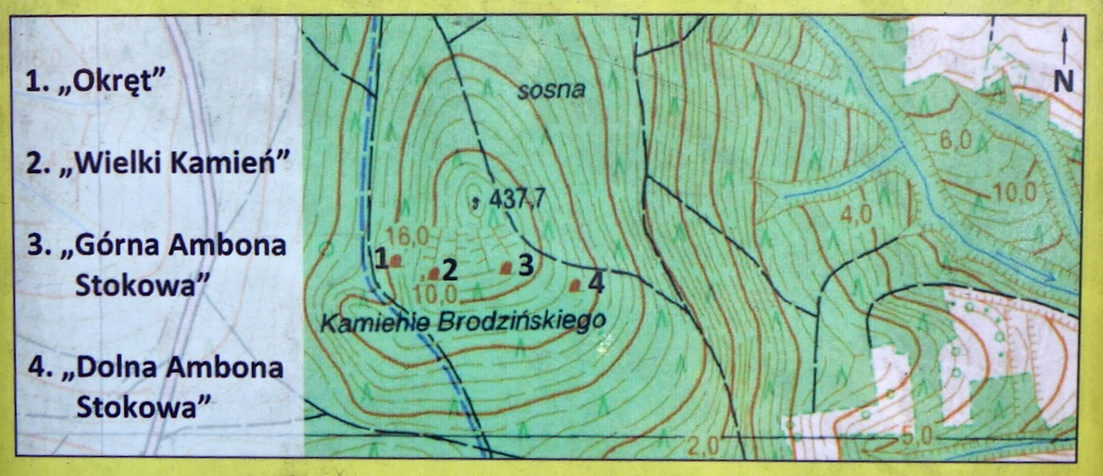
Lokalizacja skał Kamieni Brodzińskiego

Wysoka – skała w grupie Kamieni Brodzińskiego, znajdująca się na granicy wsi Rajbrot i Lipnica Murowana w województwie małopolskim, w powiecie bocheńskim, w gminie Lipnica Murowana. Pod względem geograficznym rejon ten należy do Pogórza Wiśnickiego w obrębie Pogórza Zachodniobeskidzkiego.
Wysoka wraz ze skałą Grzyb zaliczana jest do Kamieni Brodzińskiego, ale obydwie te skały nie znajdują się w ich zwartej grupie na szczycie Paprocka (także Paprotna), lecz około 100 – 150 m na południowy wschód od największej skały Kamieni Brodzińskiego – Wielkiego Kamienia. Ponadto Grzyb i Wysoka nie są pomnikami przyrody.
W niektórych opracowaniach Wysoka ma nazwę Dolna Ambona Stokowa. Skała znajduje się w lesie, około 25 m na wschód od Grzyba zwanego także Górną Amboną Stokową. Zbudowana jest z piaskowca istebniańskiego i podobnie jak Grzyb podzielona jest na dwie części korytarzem o szerokości dochodzącej do 1,5 m. Wschodnia część skały przemieściła się grawitacyjnie po stoku. Na jej eksponowanej ścianie w niektórych miejscach są różnej wielkości jamki ułożone w postaci pasów wzdłuż warstw piaskowca. Skałę silnie porastają mchy i porosty.

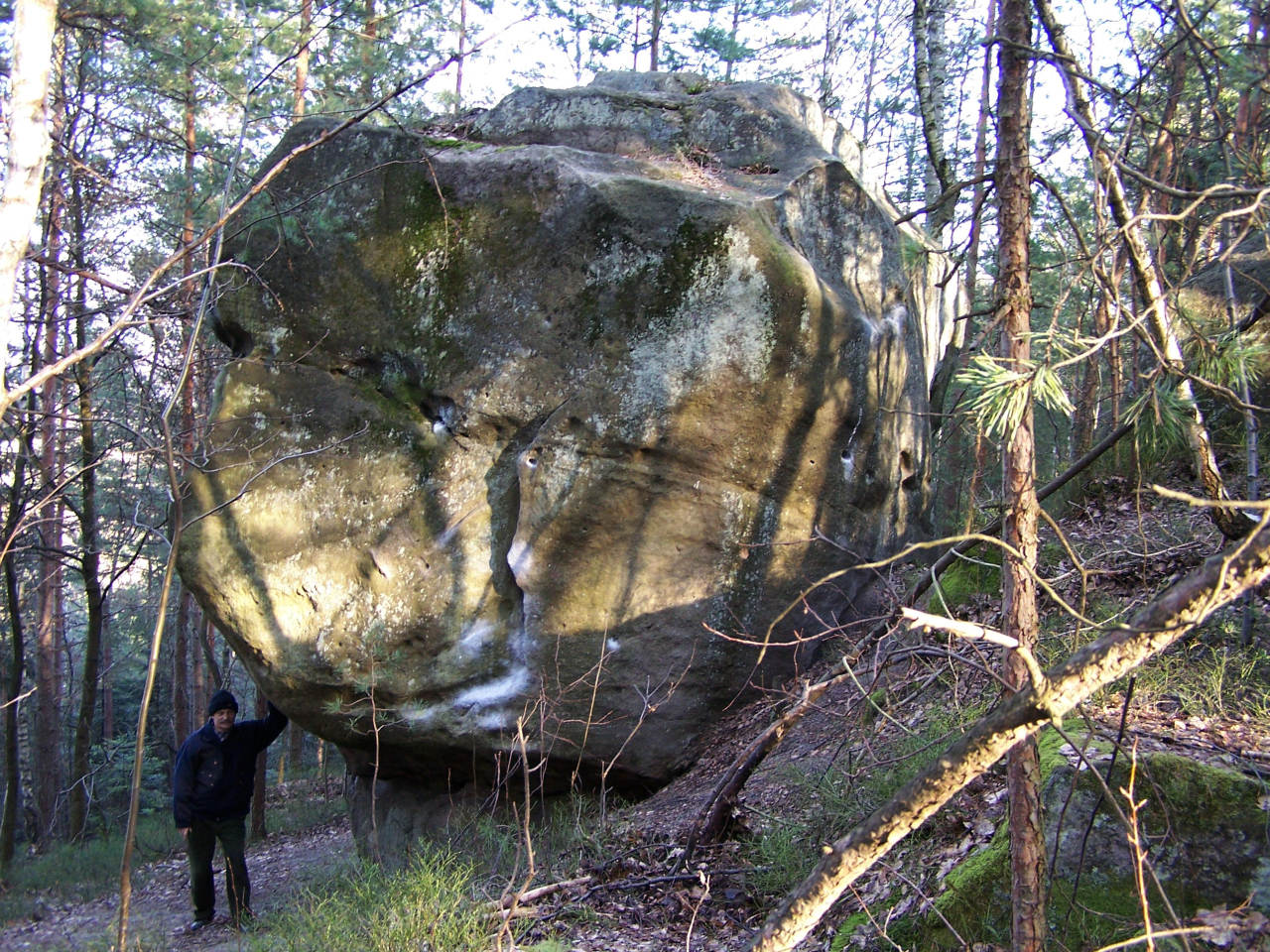
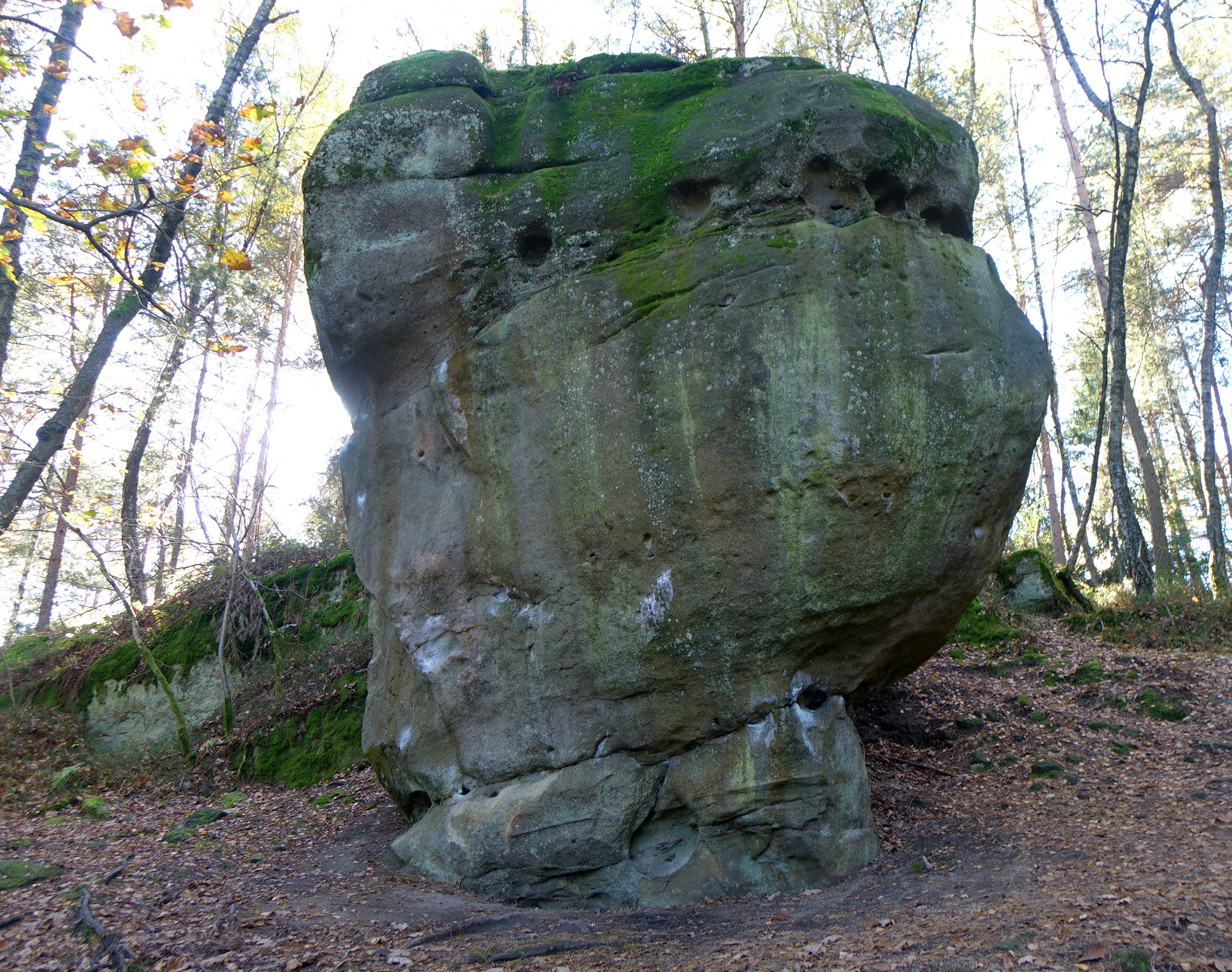
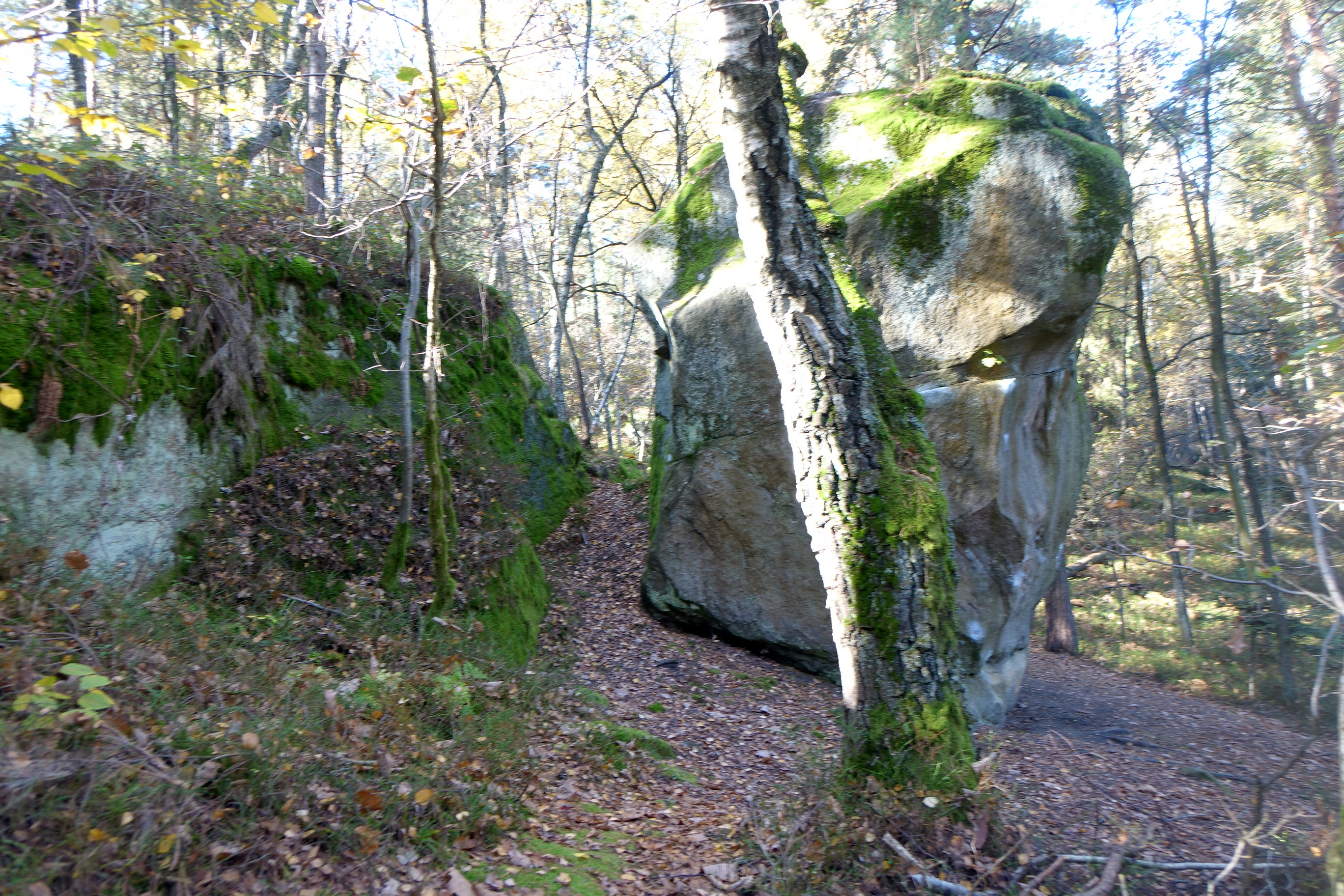
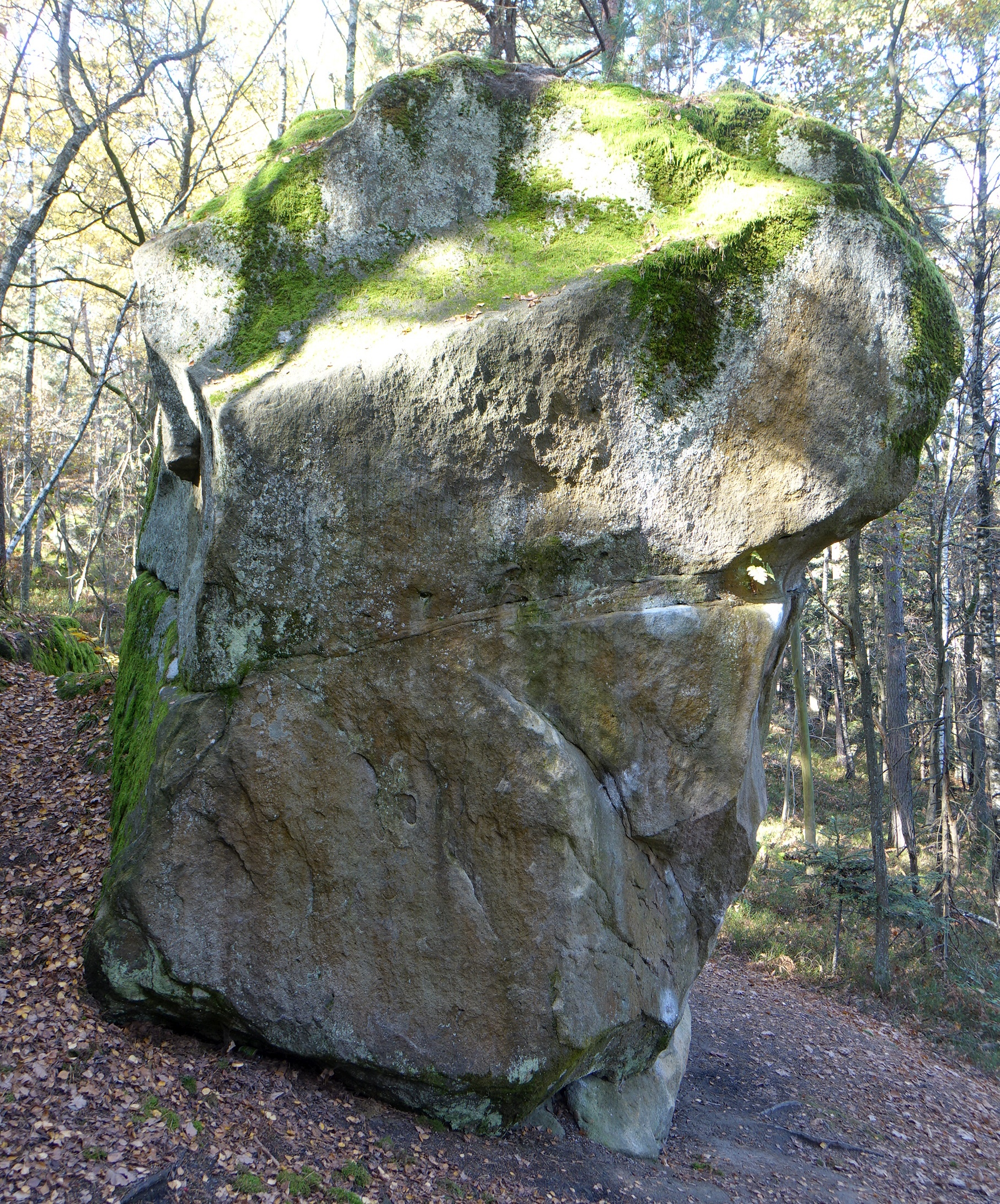

## Bouldering
Na wschodniej i północnej ścianie Wysokiej uprawiany jest bouldering. Wspinano się tutaj już w latach 90. XX wieku. Jest 15 dróg wspinaczkowych (baldów) oraz 2 kombinacje. Mają trudność od 5 do 7c w skali francuskiej. Skała jest solidna, lądowisko płaskie, start do wszystkich baldów z pozycji stojącej lub siedzącej. Najlepsza pora do wspinania – wiosna i jesień.

Ściana wschodnia
1. Atman; 7b (z doskoku)
2. Cicha moc; 8a
3. Moc truchleje; 7c (bez kamienia po prawej)
4. Insomia; 8b
5. 1a+; 7c (bez kamienia po prawej)
6. Absolutnie nic; 6c (ryską)
7. Mechaniczna pomarańcza; 7a (środkiem ścianki)
8. Psyche; 6b+
9. Psyche lajt; 6a+
10. B-52; 6c (start z dziurki do oblaków)
11. Zły; 6b (start z odciągów)

Ściana północna
1. Dobry; 6a+
2. Produkt; 5+
3. Czuj; 5+
4. Fajrant; V

Kombinacje
1. Moja lewa kostka; 7a
2. Wyjście Dobrym'; 7a[4].